# Sutton (Vermont)
Sutton es un pueblo ubicado en el condado de Caledonia en el estado estadounidense de Vermont. En el año 2010 tenía una población de 1029 habitantes y una densidad poblacional de 10,35 personas por km².

## Geografía
Sutton se encuentra ubicado en las coordenadas 44°39′15″N 72°1′45″O / 44.65417, -72.02917.

## Demografía
Según la Oficina del Censo en 2000 los ingresos medios por hogar en la localidad eran de $36 750 y los ingresos medios por familia eran $40 368. Los hombres tenían unos ingresos medios de $27 303 frente a los $25 000 para las mujeres. La renta per cápita para la localidad era de $14 564. Alrededor del 13 % de la población estaban por debajo del umbral de pobreza.